# 崔永元
崔 永元（さい えいげん、ツェイ ヨンユェン、1963年2月20日 - ）は、中華人民共和国の大学講師、元中国中央テレビのニュースキャスター、司会者。天津市出身。本籍地は河北衡水市武邑県趙橋鎮前懐甫村。ニュースキャスター時代は人気討論番組「実話実説」「小崔説事」の司会者であった。
2003年、有名な映画監督の馮小剛はある人気キャスターの不倫を含めた私生活を扱うコメディ映画『手機』を製作して公開したが、多くの観客はそのモデルが崔ではないかと憶測し、崔及びその家族は大衆の好奇の目にさらされていたという。その結果、崔はテレビ局を辞めた上、うつ病も発症した。
2018年、崔は同名映画の続編が製作中だと知ったため、公開阻止として浮気相手役の女優ファン・ビンビンの巨額な脱税疑惑を暴露した。
また、中国では反遺伝子組み換え食品活動家としても有名である。

## 担当番组
- 「東方時空」
- 「実話実説」
- 「小崔説事」
- 「電影伝奇」
- 「謝天謝地你来啦」
- 「東方眼」

## 隨筆集
- 「不過如此」、北京:華芸出版社、2001年7月、ISBN 9787801423344